# Nedra Trabelsi
Pour les articles homonymes, voir Trabelsi.
Nedra Trabelsi, née le 28 juillet 1998, est une céiste tunisienne.

## Carrière
Aux Championnats d'Afrique 2016, elle obtient deux médailles d'or, en C-1 200 mètres et en C-1 500 mètres.
Elle est médaillée d'argent en C1 500 mètres et médaillée de bronze en C1 200 mètres et en C2 200 mètres et 500 mètres avec Ghada Belhaj aux Jeux africains de 2019.